# Збірна Південної Кореї з хокею із шайбою
Збірна Південної Кореї з хокею із шайбою — національна команда Південної Кореї, що представляє країну на міжнародних змаганнях з хокею із шайбою. Командою опікується Федерація хокею Південної Кореї. Команда стала відома з 80-х років 20 століття, але добивається доволі скромних успіхів, лише в 2004, 2007 і 2010 роках їй вдалося пробитися до другої за класом світової хокейної групи (Дивізіон І).

## На чемпіонатах світу
- 1979 — Закінчили на 25-му місці (7 місце в Класі «С»)
- 1981 — Не брали участь
- 1982 — Закінчили на 24-му місці (8 місце в Класі «С»)
- 1983 — Не брали участь
- 1985 — Не брали участь
- 1986 — Закінчили на 25-му місці (9 місце в Класі «С»)
- 1987 — Закінчили на 26-му місці (2 місце в Класі «D»)
- 1989 — Закінчили на 23-му місці (7 місце в Класі «С»)
- 1990 — Закінчили на 25-му місці (9 місце в Класі «С»)
- 1991 — Закінчили на 24-му місці (8 місце в Класі «С»)
- 1992 — Закінчили на 26-му місці (6 місце в Класі «С»)
- 1993 — Закінчили на 25-му місці (9 місце в Класі «С»)
- 1994 — Закінчили на 30-му місці  (10 місце в Класі «С»)
- 1995 — Закінчили на 33-му місці (13 місце в Класі «C»)
- 1996 — Закінчили на 33-му місці (5 місце в Класі «D»)
- 1997 — Закінчили на 30-му місці (2 місце в Класі «D»)
- 1998 — Закінчили на 31-му місці (7 місце в Класі «С»)
- 1999 — Закінчили на 30-му місці (6 місце в Класі «С»)
- 2000 — Закінчили на 27-му місці (5 місце в «Дивізіоні ІΙ»)
- 2001 — Закінчили на 30-му місці (1 місце в «Дивізіоні ΙІ» Група «А»)
- 2002 — Закінчили на 27-му місці (6 місце в «Дивізіоні Ι» Група «А»)
- 2003 — Закінчили на 29-му місці (1 місце в «Дивізіоні ΙІ» Група «А»)
- 2004 — Закінчили на 27-му місці (6 місце в «Дивізіоні Ι» Група «В»)
- 2005 — Закінчили на 30-му місці (3 місце в «Дивізіоні ΙІ» Група «А»)
- 2006 — Закінчили на 31-му місці (2 місце в «Дивізіоні ΙІ» Група «В»)
- 2007 — Закінчили на 30-му місці (1 місце в «Дивізіоні ΙІ» Група «В»)
- 2008 — Закінчили на 28-му місці (6 місце в «Дивізіоні Ι» Група «А»)
- 2009 — Закінчили на 29-му місці (1 місце в «Дивізіоні ΙІ» Група «В»)
- 2010 — Закінчили на 5-му місці Дивізіон Ι, Група «В»
- 2011 — Закінчили на 3-му місці Дивізіон Ι, Група «А»
- 2012 — Закінчили на 1-му місці Дивізіон Ι, Група «В»
- 2013 — Закінчили на 5-му місці Дивізіон Ι, Група «А»
- 2014 — Закінчили на 6-му місці Дивізіон Ι, Група «А»
- 2015 — Закінчили на 1-му місці Дивізіон Ι, Група «В»
- 2016 — 5-е місце (дивізіон I, група A)
- 2017 — 2-е місце (дивізіон I, група A)
- 2018 — 16-е місце
- 2019 — 3-є місце Дивізіон ΙА
- 2022 — 4-е місце Дивізіон ΙА
- 2023 — 4-е місце Дивізіон ΙА
- 2024 — 6-е місце Дивізіон IA
- 2025 — 2-е місце Дивізіон IB